# فوزنيسينسكوي (مقاطعة نيجني نوفغورود)
فوزنيسينسكويي (بالروسية: Вознесенское) هي مدينة في مقاطعة نيجني نوفغورود أوبلاست في روسيا.
يبلغ عدد سكانها حوالي 7351 نسمة.